# Nepiothericles nigropictus
Nepiothericles nigropictus är en insektsart som beskrevs av Marius Descamps 1977. Nepiothericles nigropictus ingår i släktet Nepiothericles och familjen Thericleidae. Inga underarter finns listade i Catalogue of Life.